# Inoxidables
Inoxidables es el undécimo álbum de estudio de la banda argentina La Mississippi. Fue grabado y mezclado en los estudios Panda de Buenos Aires por Mariano Bilinkis.
Las 13 canciones del álbum son versiones de clásicos del rock argentino, de allí su nombre Inoxidables, puesto que son canciones que aún con el paso del tiempo siguen estando vigentes. 
El álbum fue grabado entre el 17 y el 31 de marzo de 2015. 

## Historia
Inoxidables surgió casi como un juego. Los miembros de la banda comenzaron a zapar «El gato de la calle negra» de Pappo y de repente se encontraron interpretando otros clásicos del rock argentino de memoria, sin cotejar demasiado con los originales.
Así nació la idea de grabar Inoxidables y homenajear a 13 de las canciones más emblemáticas de la historia del rock argentino, según el criterio de los integrantes del grupo de blues. Ninguno de los temas elegidos provienen del terreno más pop: no están representados Charly García, Soda Stereo o Andrés Calamaro, por ejemplo.
El disco fue grabado de forma directa, casi en vivo, para capturar el sonido de aquellos registros primitivos y rendir honor a aquellas guitarras callejeras. 
Fue registrado en los míticos estudios Panda de Buenos Aires, donde se grabaron grandes discos del rock argentino, entre el 17 y el 31 de marzo de 2015, con Mariano Bilinkis como ingeniero de grabación y mezcla.

## Lista de canciones
Detrás del título de cada canción se incluyen los intérpretes originales.
| N.º   | Título                                                             | Escritor(es)                                               | Duración |  |
| 1.    | «Post crucifixión» (Pescado Rabioso)                               | Carlos Miguel Cutaia, Luis Alberto Spinetta                | 4:05     |  |
| 2.    | «Ritmo y blue con armónica» (Vox Dei)                              | Ricardo Soulé                                              | 3:56     |  |
| 3.    | «No tan distintos» (Sumo)                                          | Alberto Troglio, Diego Arnedo, Luca Prodan                 | 3:16     |  |
| 4.    | «Cementerio club» (Pescado Rabioso)                                | Luis Alberto Spinetta                                      | 5:06     |  |
| 5.    | «Una casa con diez pinos» (Manal)                                  | Javier Martínez                                            | 3:51     |  |
| 6.    | «La mamá de Jimmy» (Porsuigieco)                                   | León Gieco                                                 | 3:22     |  |
| 7.    | «Masacre en el puticlub» (Patricio Rey y sus Redonditos de Ricota) | Indio Solari, Skay Beilinson                               | 5:39     |  |
| 8.    | «Todos los caballos blancos» (León Gieco)                          | León Gieco                                                 | 3:42     |  |
| 9.    | «Pato trabaja en una carnicería» (Moris)                           | Moris                                                      | 4:50     |  |
| 10.   | «Azúcar amarga» (Vox Dei)                                          | Willy Quiroga                                              | 3:55     |  |
| 11.   | «Blues del estibador» (Memphis La Blusera)                         | Adrián Otero                                               | 3:06     |  |
| 12.   | «Gato de la calle negra» (Pappo's Blues)                           | Pappo                                                      | 4:36     |  |
| 13.   | «Mejor no hablar de ciertas cosas» (Sumo)                          | Diego Arnedo, Germán Daffunchio, Indio Solari, Luca Prodan | 6:24     |  |
| 55:52 |                                                                    |                                                            |          |  |

## Músicos
- Ricardo Tapia - voz, guitarra rítmica, acústicas de seis y doce cuerdas, armónica, flauta traversa y coros.
- Gustavo Ginoi - guitarra lead.
- Claudio Cannavo - bajo y coros.
- Juan Carlos Tordó - batería y coros.
- Gastón Picazo - teclados, piano y coros.[1]